# Římskokatolická farnost Tureč
Římskokatolická farnost Tureč (lat. Turtschium) je zaniklá církevní správní jednotka sdružující římské katolíky v Turči a okolí. Organizačně spadala do krušnohorského vikariátu, který je jedním z deseti vikariátů litoměřické diecéze.

## Historie farnosti
Jedná se o tzv. velmi starou farnost, která existovala již roku 1194. Později byla zrušena. Matriky jsou v místě vedeny od roku 1679. Od roku 1809 zde byla lokálie a od roku 1853 byla opět farnost kanonicky zřízena.
Farnost existovala do 31. prosince 2012 jako součást kadaňského farního obvodu. Od 1. ledna 2013 zanikla sloučením do farnosti-děkanství Mašťov.

### Duchovní správcové vedoucí farnost
Začátek působnosti jmenovaného v duchovní správě farnosti od:
- 1810   cap. loc. Jos. Ultsch, n. 14. 2. 1783 Turtschens, o. 30. 8. 1806, † 30. 5. 1835
- 1836   cap. loc. Car. Fischer, n. 29. 11. 1800 Hoschnicens., o. 24. 8. 1824
- 1840   cap. loc. vacat
- 1841   cap. loc. Johann Nepomuk Oettl
- 1847   cap. loc. vacat, admin. Jos. Walter
- 1848   cap. loc. Franc. Honnauer, n. 26. 1. 1807 Weitentrebetitsch, o. 4. 8. 1830
- 1855   proto-par. (první-farář) Franc. Honnauer, n. 26. 1. 1807 Weitentrebetitsch, o. 4. 8. 1830, † 27. 4. 1884
- 1862   par. vacat, admin. interc. Adolph. Rössler
- 1863   Adolph. Rössler, n. 22. 8. 1826  Ploschens., o. 25. 7. 1850, † 6. 1. 1890
- 1881   Franc. Tschischka, n. 4. 8. 1840 Pastuchowic, o. 30. 6. 1864, † 3. 12. 1908
- 1885   Adolph. Malley, n. 8. 12. 1846 Bilin, o. 23. 7. 1870, † 6. 6. 1915
- 1891   Car. Höfert, n. 5. 8. 1860 Sirbic., o. 16. 5. 1886, † 24. 5. 1939
- 1901   par. vacat, admin. interc. Ludov. Svatoš
- 1902   Car. Schöniger, n. 30. 4. 1873 Groschau, o. 11. 7. 1897, † 31. 10. 1939
- 1906   Jos. Hauschild,  n. 25.4. 1878 Bernau, o. 4. 7. 1901, + 25. 11. 1947
- 1927   par. vacat, admin. interc. Henr. Henke
- 1929   par. vacat, admin. interc. Alois Streit
- 1930   par. vacat, admin. interc. Franc. Jülka
- 1931   Alfred Swoboda, n. 10. 3. 1879 Kaminitz, o. 15. 7. 1906, † 21. 6. 1961
- 1934   par. vacat, admin. interc. Franc. Jülka
- 1935   Waltr. Loos, n. 5. 1. 1905 Schwaz / Bilin, o. 29. 6. 1929, † 29. 7. 1974
- 1941   Jos. Wirtz, n. 30. 3. 1908 Stratzfeld (G.), o. 21. 9. 1935
- 1942    par. vacat, admin. exc. Bruno Schwarzbach
- 1. 11. 1945   Ernest Baier
- 1. 10. 1947   Karel Kroupa
- 1. 11. 1948   Václav Bosáček
- 1. 12. 1948   František Jániš
- 26. 9. 1953   Antonín Grus
- 1. 8.  1957   Jan Kolář
- 1. 11. 1959   Tomáš Pirný
- 24. 9. 1997   Richard Madej
- 15. 11. 1997 – 31. 12. 2012 Josef Čermák, admin. exc. z Kadaně[3]

Kromě kněží stojících v čele farnosti, působili ve farnosti v průběhu její historie i jiní kněží. Většinou pracovali jako farní vikáři, kaplani, katecheté, výpomocní duchovní aj.

## Území farnosti
Do farnosti náleželo území obcí:
- Konice[4] (Kunitz)[p 2]
- Obrovice[5] (Wobern)[p 2]
- Tureč[6] (Turtsch)[p 2]

## Římskokatolické sakrální stavby a místa kultu na území farnosti
| | Stavba                     | Místo          | Bohoslužby     | Zeměpisné souřadnice             | Status               |                |                |
| Zaniklý kostel | Zaniklý kostel             | Zaniklý kostel | Zaniklý kostel | Zaniklý kostel                   | Zaniklý kostel       | Zaniklý kostel | Zaniklý kostel |
| --- | -------------------------- | -------------- | -------------- | -------------------------------- | -------------------- | -------------- | -------------- |
| 1. | Kostel sv. Jiří            | Tureč          | nelze sloužit  | 50°15′20″ s. š., 13°12′3″ v. d.  | zbořený farní kostel |                |                |
| Zaniklé kaple |                            |                |                |                                  |                      |                |                |
| 2. | Kaple sv. Jana Nepomuckého | Konice         | nelze sloužit  | 50°14′27″ s. š., 13°13′58″ v. d. | zbořená kaple        |                |                |
| 3. | Kaple Bičování Krista      | Obrovice       | nelze sloužit  | 50°16′53″ s. š., 13°12′25″ v. d. | zbořená kaple        |                |                |
| Některé drobné sakrální stavby a pamětihodnosti lze dohledat zde v databázi Drobné sakrální památky Zaniklé sakrální stavby lze dohledat zde v databázi Poškozené a zničené kostely, kaple a synagogy v České republice |                            |                |                |                                  |                      |                |                |

Ve farnosti se mohou nacházet i další drobné sakrální stavby, místa římskokatolického kultu a pamětihodnosti, které neobsahuje tato tabulka.